# Гуськов, Леонид Алексеевич
Леони́д Алексе́евич Гусько́в (23 марта 1912 года, Люблино — 11 августа 1995 года, Москва) — директор Оренбургского машиностроительного завода (ОМЗ). Герой Социалистического Труда. Лауреат Государственной премии СССР. Почетный гражданин Оренбурга.

## Биография
Родился 23 марта 1912 года в городе Люблино Московской области в рабочей семье. Учился на рабфаке МБТУ им. Баумана, с 1930 года — в Московском авиационном институте.
Место работы: c 1928 года — рабочий на заводе им. Войтовича в Москве, затем — на заводе им. Кирова в Ленинграде, а с 1936 года — на заводе № 84 в Химках.
С начала Великой Отечественной войны вместе с заводом был эвакуирован в г. Ташкент.
После войны работал в МАПе, с 1948 года — главным инженером на том же заводе в г. Ташкенте, с 1950 года — директором завода. Когда самолёт ИЛ-12, изготовленный на заводе, потерпел аварию, то Гуськов был снят с должности директора.
С 1955 года — директор завода № 47 в Чкалове (Оренбург). 15 октября 1961 года завод № 47 был переименован в Оренбургский машиностроительный завод (ОМЗ). На заводе выпускали блоки автоматических станций, предназначенных для исследования Луны, Марса и Венеры.
Указом Президиума Верховного Совета СССР от 17 июня 1961 года (гриф «совершенно секретно») за выдающиеся заслуги в создании образцов ракетной техники и обеспечении успешного полета человека в космическое пространство Гуськову Леониду Алексеевичу присвоено звание Героя Социалистического Труда с вручением ордена Ленина и золотой медали «Серп и Молот».
С 1972 года работал в Главном управлении Министерства общего машиностроения СССР, с 1973 по 1988 год — главный инженер КБ «Салют», город Москва.
С 1988 года — на пенсии. Жил в Москве. Умер 11 августа 1995 года. Похоронен в Москве на Ваганьковском кладбище.
Избирался членом бюро Оренбургского обкома КПСС, членом ЦК Компартии Узбекистана (1952 год), депутатом Верховного Совета Узбекской ССР, был делегатом XXII и XXIV съездов КПСС (1961, 1971).

## Награды
- Три ордена Ленина (1945, 1961, 1969)
- Орден Октябрьской Революции (1973)
- Орден «Знак Почёта» (1943)
- Орден Трудового Красного Знамени (1961)
- Государственная премия СССР.